# Sąd ostateczny (opera)
Sąd Ostateczny – opera w 2 aktach autorstwa Krzysztofa Knittla, której polska prapremiera miała miejsce 8 listopada 2017 roku w Operze Bałtyckiej w reżyserii Pawła Szkotaka. 
Tematem utworu jest Sąd Ostateczny – tryptyk Hansa Memlinga, który znajduje się w Muzeum Narodowym w Gdańsku. 
Realizatorzy i obsada prapremiery:
- Szymon Morus – kierownictwo muzyczne
- Damian Styrna – scenografia
- Robert Gierlach – Hans Memling
- Jan Jakub Monowid – Tomaso Portinari
- Anna Mikołajczyk – Katarzyna Tanagli / Baron Vivant Denon
- Piotr Lempa – Ojciec Arago

Chór Dziecięcy Canzonetta Ogólnokształcącej Szkoły Muzycznej I i II ST. W Gdańsku pod kierunkiem Teresy Pabjańczyk i Agnieszki Długołęckiej, Chór, balet i orkiestra Opery Bałtyckiej w Gdańsku.
Operę wystawiono w ramach cyklu Opera Gedanensis pod patronatem honorowym Marszałka Województwa Pomorskiego. 
- Akt I

Brugia, XV wiek. Pracownia malarska Hansa Memlinga.
- Akt II

Gdańsk. XV w., następnie Kościół Mariacki w Gdańsku – 1717 r., dalsze dzieje obrazu – II wojna św., rok 1956.; znowu Brugia XV w. pracownia Mistrza.